# Samo bedaki in konji
Samo bedaki in konji (izvirno angleško Only Fools and Horses') velja za najuspešnejšo britansko situacijsko komedijo po mnenju splošne televizijske ankete iz leta 2004.
Nanizanko je ustvaril in napisal John Sullivan. Producirana ter predvajana je bila s strani BBC-ja. Posnetih je bilo 7 sezon, ki so bile predvajane med letoma 1981 in 1991, do leta 2003 pa so občasno predvajali posebne božične epizode.
Sam naslov temelji na starem izreku Samo bedaki in konji delajo za preživetje (Only fools and horses work for a living.), kar je tudi osrednja tema glavnih junakov nadaljevanke, ki želijo obogateti hitro in s pomočjo sumljivih poslov, ki povečini propadejo. Po vzoru serije je bila v Sloveniji licenčno producirana nadaljevanka Bratu Bratu.
V Sloveniji so serijo predvajali TV Slovenija, Kanal A in Planet TV.